# Paul Arets
Paul Arets (Liège, 1890. május 16. – Villers-l'Évêque, 1949. december 19.) olimpiai bronzérmes belga tornász.

## Pályafutása
Az első világháború után az 1920. évi nyári olimpiai játékokon indult, és mint tornász versenyzett. Svéd rendszerű csapat összetettben bronzérmes lett.